# Lingshan
Der Kreis Lingshan (chinesisch 灵山县, Pinyin Língshān Xiàn; Zhuang Lingzsanh Yen) ist ein Kreis der bezirksfreien Stadt Qinzhou des Autonomen Gebietes Guangxi der Zhuang-Nationalität im Süden der Volksrepublik China. Er hat eine Fläche von 3.554 km² und zählt 1.227.600 Einwohner (Stand: Ende 2018). Hauptort ist die Großgemeinde Lingcheng (灵城镇).

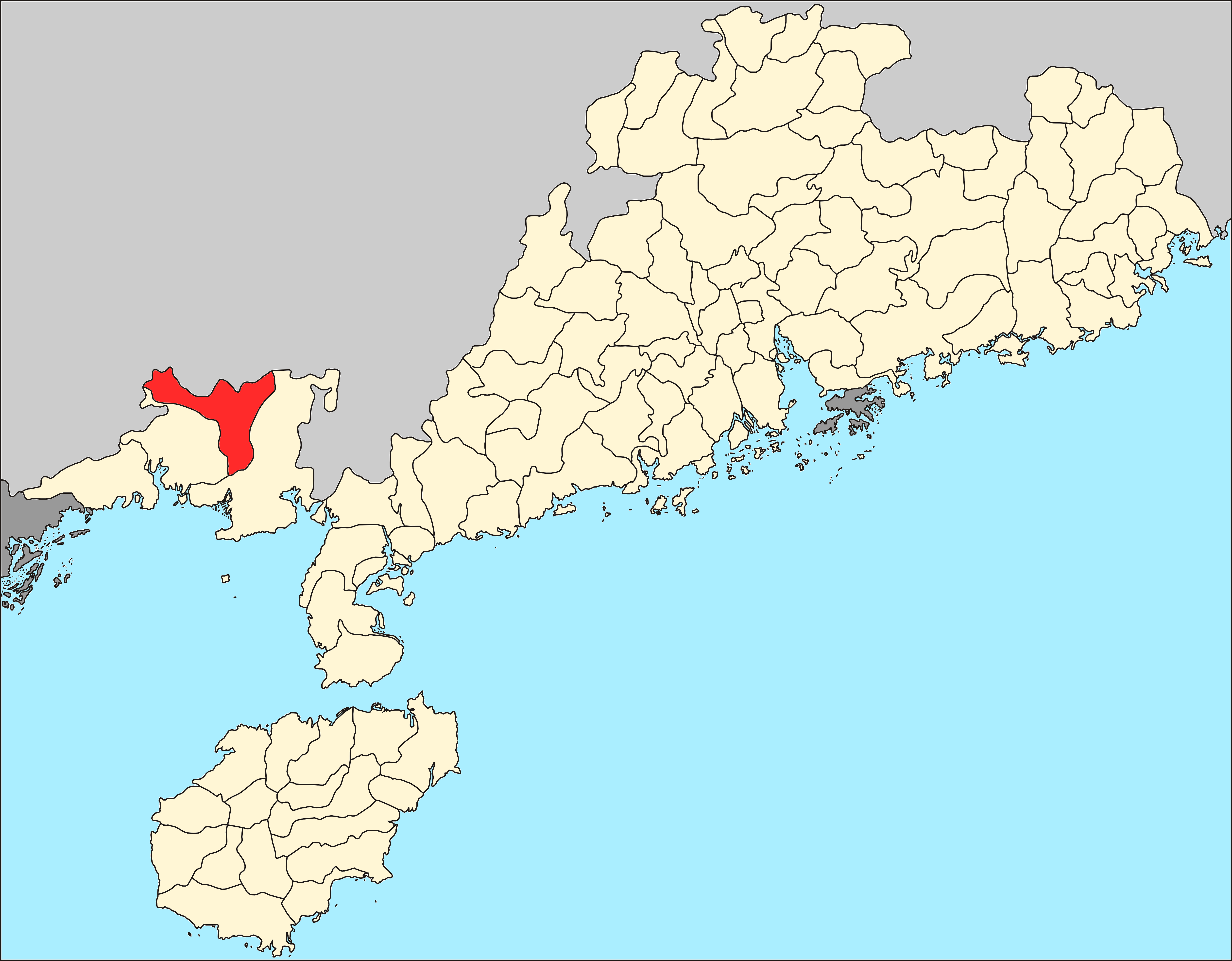
Lage des Kreises Lingshan in der Provinz Guangdong in ihren Grenzen von 1946

Historisch gehörte Lingshan zur Provinz Guangdong. Um der Provinz Guangxi einen Zugang zum Meer zu ermöglichen, wurde der Kreis zusammen mit den benachbarten damaligen Kreisen Hepu, Fangchenggang und Qinzhou 1952 bis 1955 und erneut ab 1965 von Guangdong an Guangxi abgetreten.

## Administrative Gliederung
Auf Gemeindeebene setzt sich der Kreis aus achtzehn Großgemeinden zusammen. 